# 게오르기 불라첼

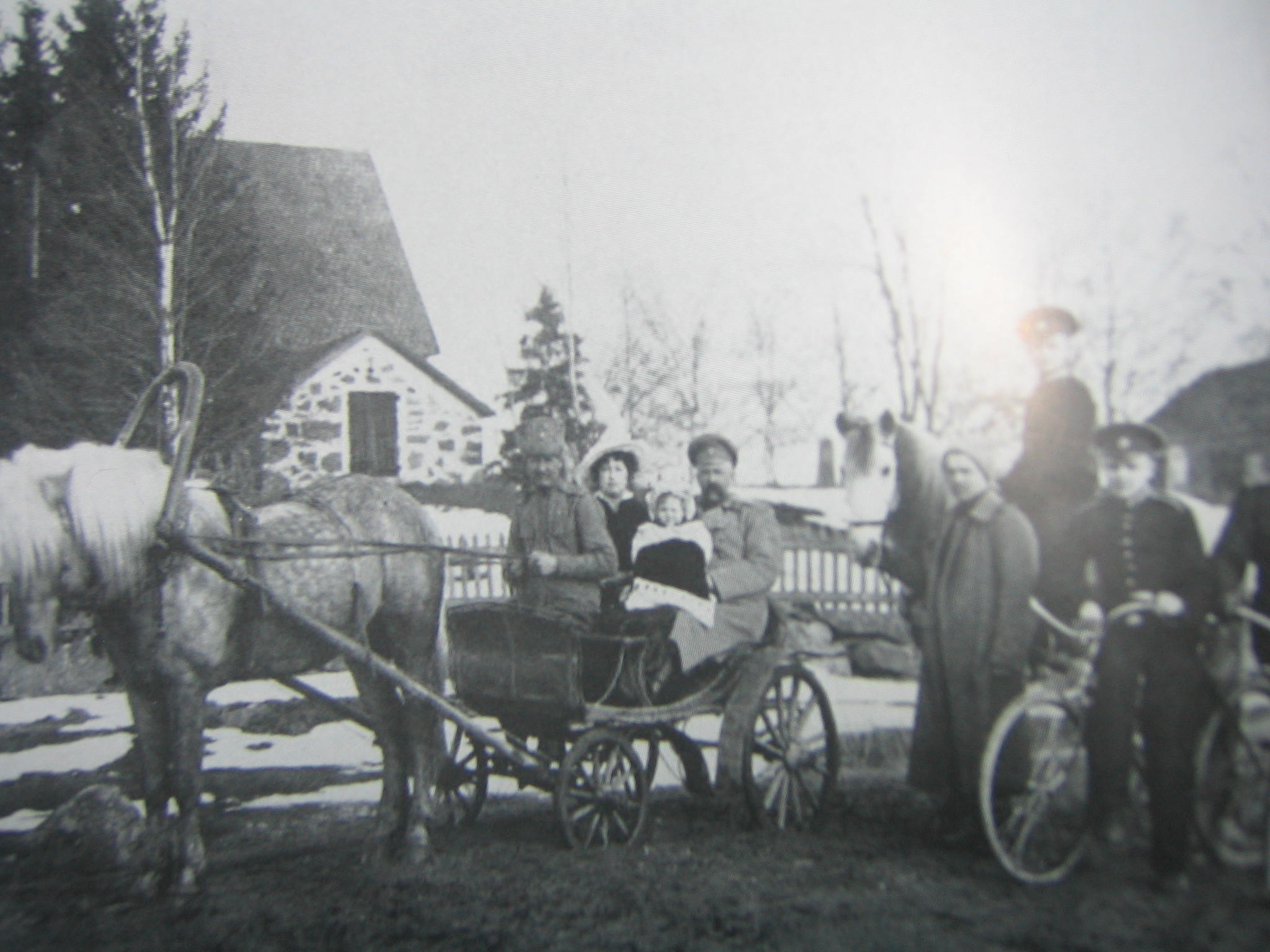

게오르기 빅토로비치 불라첼(Георгий Викторович Булацель: 1875년 - 1918년 4월 28일)은 러시아의 군인이다. 러시아 제국 육군에서 중령까지 지냈다.
하르키우의 귀족가에서 태어나 1904년에서 1905년 사이 러일전쟁에 종군하고 그 뒤 당시 러시아령이던 핀란드로 전속되었다. 제1차 세계대전이 발발하자 동부전선에서 독일군과 싸웠다. 그러다 장티푸스에 걸려 핀란드로 후송되었다. 1917년 혁명이 일어나기 직전에 불라첼은 핀란드 서부 라우마에 주둔한 제421연대 연대장이었다.
1918년 1월 핀란드 내전이 시작되었을 당시 불라첼은 탐페레에 주둔한 제106사단 제1여단 여단장이었다. 2월 말 후고 살멜라가 미하일 스베츠니코프를 대체하여 적위대 총사령관이 되었다. 살멜라는 군사에 관하여 아는 바가 전무했기에 불라첼이 그 군사고문이 되었다. 탐페레 전투 이후 불라첼은 백핀란드군에게 포로로 잡혀 4월 28일 처형당했다. 불라첼은 슬하에 13살짜리 볼데마르와 15살짜리 니콜라이 2남을 두었는데, 이 두 아들도 아버지가 죽고 며칠 되지 않아 비보르크 학살 때 목숨을 잃었다.

## 참고 자료
- Haapala, Pertti & Hoppu, Tuomas: ″Sisällissodan pikkujättiläinen″, p. 174. WSOY, 2009. ISBN 978-951-0-35452-0.